# Castillo de las Aguzaderas
El castillo de las Aguzaderas es una fortaleza ubicada en el municipio español de El Coronil, provincia de Sevilla, Andalucía, a unos 3 km del casco urbano, construido, según algunas fuentes, por los bereberes. Su fundación definitiva data del siglo XIV, habiendo sido modificado en los siglos XV y XVI.
Se trata de una fortaleza tipo de las del entorno y época, pero en lugar de encontrarse situada en una elevación del terreno, se encuentra en una vaguada, debido a que su misión era la de defender el manantial de agua de la fuente de las Aguzaderas o la Abuzadera, y no la de controlar el territorio. Esta misión la llevaría a cabo una serie de torres circundantes a las Aguzaderas, situadas en plena Banda Morisca en tiempos de la Reconquista conformando en conjunto un interesante sistema defensivo.
Las torres son las de Cote, el Bollo, Lopera, del Águila, Alocaz y Llado.
Se tiene constancia de la existencia en su entorno de varios asentamientos romanos y medievales, no en vano los moradores de este núcleo en el siglo XV se trasladarían a El Coronil tras pasar este donadío a integrarse en la referida población. Visitable íntegramente, entrada libre.
El 12 de febrero de 1923 fue declarado monumento arquitectónico-artístico, mediante una real orden publicada en la Gaceta de Madrid el día 17 de ese mismo mes. gracias a los trabajos llevados a cabo por Feliciano Candau y el duque de Medinaceli.
Fue restaurado profundamente por el Ministerio de Cultura en la década de 1960, de ahí su actual estado de conservación.
En la actualidad el principal uso de la fortaleza es servir de efímero auditorio en el que tiene lugar cada verano la "Noche Flamenca Las Aguzaderas".

## Localización
El castillo de las Aguzaderas se encuentra ubicado ubicado en una campiña a los pies de la sierra Sur y a escasos 3 km del pueblo sevillano de El Coronil al que pertenece actualmente y que también cuenta con castillo propio en su núcleo urbano y a unos 57 de Sevilla.
Castillo de las Aguzaderas (El Coronil), en la A-376, km 52,8 dirección Montellano.

## Leyendas
El castillo de Las Aguzaderas no tiene tras de sí, grandes historias, ni grandes hazañas de las que se pueda hablar, pero sí…. se cuentan muchas leyendas de este castillo.
Algunas de ellas son, que hay un tesoro escondido entre sus muros, cuyo lugar exacto se desvelará únicamente a quién sea capaz de comer una granada sin desperdiciar un solo grano, sentado en lo alto de la torre del homenaje a las doce en punto y en una Noche de San Juan.
Otra leyenda, la podemos ver escrita en el panel informativo de la puerta de acceso al castillo, que habla de la leyenda de “la sombra del guerrero”, donde se cuenta que a media noche puede verse la sombra de un guerrero haciendo la ronda por el adarve, aguardando eternamente el retorno de un amor perdido para siempre.
Pero…. José Garrido, cronista de El Coronil, le cuenta a José de las Cuevas, la historia de “otro” fantasma. De las Cuevas dice así: “Por Garrido, conocemos el nombre de la única persona enterrada en el patio de armas de “Las Aguzaderas”. Es una mujer y se llama María Rodríguez. Cuando las fiebres pestilentes de 1800, María Rodríguez vive en “Las Aguzaderas”. ¿Qué hace allí?, ¿Ha sido encerrada allí por enferma?. La cosa es que está enterrada en el ruedo del castillo, y que, por lo tanto, si “Las Aguzaderas” tienen un fantasma, el fantasma es el de una mujer, y casi reciente“.